# Ed Setrakian
Ed Setrakian (Anawalt, 1º ottobre 1928) è un attore statunitense.

## Biografia
È noto soprattutto per i suoi ruoli nei film Zodiac e I duri non ballano e nelle serie tv Law & Order - I due volti della giustizia e I Soprano.

## Filmografia

### Cinema
- Usanze di allora (The Pursuit of Happiness), regia di Robert Mulligan (1971)
- I tre giorni del Condor (Three Days of the Condor), regia di Sydney Pollack (1975)
- La libellula non deve volare (Dragonfly), regia di Gilbert Cates (1976)
- Il prossimo uomo (The Next Man), regia di Richard C. Sarafian (1976)
- Il Papa del Greenwich Village (The Pope of Greenwich Village), regia di Stuart Rosenberg (1984)
- I duri non ballano (Tough Guys Don't Dance), regia di Norman Mailer (1987)
- Cookie, regia di Susan Seidelman (1989)
- Tutti contro Harry (The Plot Against Harry), regia di Michael Roemer (1989)
- Uomini d'onore (Men of Respect), regia di William Reilly (1990)
- Insieme per forza (The Hard Way), regia di John Badham (1991)
- Astoria, regia di Nick Efteriades (2000)
- Un anno dopo (The Great New Wonderful), regia di Danny Leiner (2005)
- Zodiac, regia di David Fincher (2007)
- Tickling Leo, regia di Jeremy Davidson (2009)
- Un uomo d'affari (Under New Management), regia di Joe Otting (2009)
- My Father's Will, regia di Fred Manocherian (2009)
- Blue Collar Boys, regia di Mark Nistico (2013)

### Televisione
- I Ryan (Ryan's Hope) - serie tv, 1 episodio (1980)
- Night Rose: Akhbar's Daughter - film tv, regia di John Harrison (1987)
- Tattingers - serie tv, 1 episodio (1989)
- Così gira il mondo (Irna Phillips) - serie tv, 2 episodi (1981, 1989)
- Venerdì 13 (Friday the 13th: The Series) - serie tv, 1 episodio (1989)
- Wish You Were Here - serie tv, 1 episodio (1989)
- Incidente a Baltimora (Against Her Will: An Incident in Baltimore) - film tv, regia di Delbert Mann (1992)
- Law & Order - I due volti della giustizia - serie tv, 3 episodi (1990-1997)
- Law & Order: Criminal Intent - serie tv, 1 episodio (2004)
- I Soprano (The Sopranos) - serie tv, 1 episodio (2004)
- Person of Interest - serie tv, 2 episodi (2012)
- Master of None - serie tv, 1 episodio (2015)

## Doppiatori italiani
Nelle versioni in italiano delle opere in cui ha recitato, Ed Setrakian è stato doppiato da:
- Franco Ferri in Sentieri
- Gil Baroni in Law & Order - I due volti della giusitizia (ep. 8x10)
- Santo Versace in Law & Order: Criminal Intent
- Goffredo Matassi in Person of Interest
- Giorgio Lopez in Zodiac